# Belgium's Next Top Model (mùa 2)
Mùa thứ hai của Belgium's Next Top Model được phát sóng vào ngày 5 tháng 7 năm 2024 trên dịch vụ phát trực tuyến Streamz.
Siêu mẫu Hannelore Knuts là host của mùa giải này, cùng với 3 vị giám khảo là nhà thiết kế Ine Onsea, stylist Tom Eerebout và nhà sáng lập của quản lí người mẫu Noah Management Tom Van Dorpe.
Điểm đến quốc tế của mùa này là Costa Brava dành cho top 6.
Người chiến thắng trong cuộc thi là Bréseïs Simons, 18 tuổi từ Gent. Giải thưởng của cô giành được gồm một hợp đồng người mẫu với Noah Management và xuất hiện trên ảnh bìa tạp chí thời trang L'Officiel.

## Các thí sinh
(Tuổi tính từ ngày dự thi)
| Thí sinh | Thí sinh            | Tuổi | Chiều cao               | Quê quán     | Bị loại ở | Hạng  |
| -------- | ------------------- | ---- | ----------------------- | ------------ | --------- | ----- |
|          | Caro Baens          | 28   | 1,74 m (5 ft 8+1⁄2 in)  | Antwerpen    | Tập 2     | 14–13 |
|          | Jesse Vansteenkiste | 20   | 1,86 m (6 ft 1 in)      | Drongen      | Tập 2     | 14–13 |
|          | Davina Vercruysse   | 20   | 1,77 m (5 ft 9+1⁄2 in)  | Martenslinde | Tập 3     | 12    |
|          | Lode Meynendonckx   | 17   | 1,87 m (6 ft 1+1⁄2 in)  | Rijkevorsel  | Tập 4     | 11    |
|          | Lisa Dauwe          | 20   | 1,73 m (5 ft 8 in)      | Sint-Truiden | Tập 5     | 10    |
|          | Aisha van Raemdonck | 18   | 1,75 m (5 ft 9 in)      | Schoten      | Tập 6     | 9     |
|          | Paulien Martens     | 22   | 1,79 m (5 ft 10+1⁄2 in) | Sint-Niklaas | Tập 7     | 8–7   |
|          | Zeno de Meyer       | 19   | 1,83 m (6 ft 0 in)      | Hemiksem     | Tập 7     | 8–7   |
|          | Marie Malec         | 21   | 1,82 m (5 ft 11+1⁄2 in) | Kessel-Lo    | Tập 9     | 6     |
|          | Babette Roelandt    | 22   | 1,84 m (6 ft 1⁄2 in)    | Lede         | Tập 9     | 5     |
|          | Oran Vanderweyden   | 18   | 1,86 m (6 ft 1 in)      | Tremelo      | Tập 10    | 4     |
|          | Ivar Robinne        | 18   | 1,80 m (5 ft 11 in)     | Orp-Jauche   | Tập 10    | 3     |
|          | Aissata Sanou       | 20   | 1,71 m (5 ft 7+1⁄2 in)  | Harelbeke    | Tập 10    | 2     |
|          | Bréseïs Simons      | 19   | 1,78 m (5 ft 10 in)     | Gent         | Tập 10    | 1     |

## Kết quả
| Thứ tự | Tập        | Tập          | Tập     | Tập     | Tập     | Tập          | Tập     | Tập     | Tập     |
| Thứ tự | 2          | 3            | 4       | 5       | 6       | 7            | 8       | 9       | 10      |
| ------ | ---------- | ------------ | ------- | ------- | ------- | ------------ | ------- | ------- | ------- |
| 1      | Zeno       | Ivar Paulien | Zeno    | Babette | Ivar    | Ivar         | Bréseïs | Oran    | Bréseïs |
| 2      | Aissata    | Ivar Paulien | Marie   | Zeno    | Bréseïs | Babette      | Ivar    | Aissata | Aissata |
| 3      | Aisha      | Marie Zeno   | Ivar    | Paulien | Aissata | Aissata      | Aissata | Ivar    | Ivar    |
| 4      | Lode       | Marie Zeno   | Oran    | Aissata | Oran    | Bréseïs      | Oran    | Bréseïs | Oran    |
| 5      | Paulien    | Aissata Oran | Babette | Bréseïs | Paulien | Marie        | Marie   | Babette |         |
| 6      | Davina     | Aissata Oran | Aissata | Oran    | Zeno    | Oran         | Babette | Marie   |         |
| 7      | Oran       | Bréseïs Lode | Aisha   | Ivar    | Marie   | Paulien Zeno |         |         |         |
| 8      | Bréseïs    | Bréseïs Lode | Paulien | Marie   | Babette | Paulien Zeno |         |         |         |
| 9      | Lisa       | Aisha Lisa   | Bréseïs | Aisha   | Aisha   |              |         |         |         |
| 10     | Ivar       | Aisha Lisa   | Lisa    | Lisa    |         |              |         |         |         |
| 11     | Babette    | Babette      | Lode    |         |         |              |         |         |         |
| 12     | Marie      | Davina       |         |         |         |              |         |         |         |
| 13     | Caro Jesse |              |         |         |         |              |         |         |         |
| 14     | Caro Jesse |              |         |         |         |              |         |         |         |

     Thí sinh được miễn loại
     Thí sinh có tấm ảnh đẹp nhất
     Thí sinh có ban đầu bị loại nhưng được an toàn
     Thí sinh bị loại
     Thí sinh chiến thắng cuộc thi
1. ↑  Thứ tự gọi tên chỉ lần lượt từng người an toàn.
2. ↑  Trong tập 1, không có ai bị loại và Aisha là người có bức ảnh đẹp nhất. Aissata, Lode, Paulien & Zeno được thêm vào cuộc thi nhờ vé wildcard vào cuối tập.
3. ↑  Trong tập 2, Aisha được miễn loại do có bức ảnh đẹp nhất tập trước.
4. ↑  Trong tập 8, các thí sinh sẽ được nhận điểm trong thử thách và buổi chụp hình và khi đến hết tập 9 thì 2 người có tổng điểm thấp sẽ bị loại. Mặc dù Babette có tổng điểm thấp nhất trong tập 8, cô vẫn được an toàn.

### Buổi chụp hình
- Tập 1: Tạo dáng trên bạt lò xo cho Kaai Bags
- Tập 2: Diện mạo mới
- Tập 3: Bức tranh nghệ thuật trên không theo cặp
- Tập 4: Đồ lót
- Tập 5: Tạo dáng với trang sức cùng với côn trùng và rắn
- Tập 6: Trang phục denim ở bên hồ cho Guess
- Tập 7: Ảnh trắng đen tạo dáng bên người thân
- Tập 8: Video thời trang: Điên cuồng trong vườn hoa cho Essentiel & Komono
- Tập 9: Đồ bơi tại bờ biển Costa Brava
- Tập 10: Ảnh bìa tạp chí L'Officiel

### BNTM Ranking
| Thí sinh | Tập 8     | Tập 8 | Tập 8 | Tập 9     | Tập 9 | Tập 9 | Tổng điểm |
| Thí sinh | Challenge | Shoot | Tổng  | Challenge | Shoot | Tổng  | Tổng điểm |
| -------- | --------- | ----- | ----- | --------- | ----- | ----- | --------- |
| Oran     | 4         | 3     | 7     | 6         | 5     | 11    | 18        |
| Bréseïs  | 6         | 5     | 11    | 2         | 2     | 4     | 15        |
| Aissata  | 5         | 2     | 7     | 4         | 4     | 8     | 15        |
| Ivar     | 3         | 6     | 9     | 3         | 3     | 6     | 15        |
| Babette  | 2         | 1     | 3     | 5         | 6     | 11    | 14        |
| Marie    | 1         | 4     | 5     | 1         | 1     | 2     | 7         |